# エルヴィン・イェーネッケ
エルヴィン・イェーネッケ（Erwin Jaenecke, 1890年4月22日–1960年7月3日）は、ドイツの陸軍軍人。最終階級は陸軍上級大将。

## 経歴
リンゲン近郊のフレレンに生まれる。1911年3月にハノーファー王国陸軍に入営し、第10工兵大隊に配属される。第一次世界大戦には少尉として西部戦線に従軍し、終戦までに中尉に昇進した。ヴァイマル共和国軍では1922年5月に大尉に昇進、1931年10月に少佐に昇進した。国軍がドイツ国防軍に改称された後の1934年4月に中佐、1936年3月に大佐に昇進。1938年11月から要塞総監参謀長。
第二次世界大戦では、第8軍参謀次長として1939年のポーランド侵攻に従軍。同年11月に少将に昇進。1940年5月から第8軍参謀次長としてベルギーに、1940年10月からフランス占領司令官としてパリに駐在した。1941年11月に中将に昇進。1942年2月、第389歩兵師団長に任命され東部戦線に異動。10月に騎士鉄十字章受章。1942年11月から第IV軍団司令官となり、1942年12月に工兵大将に昇進した。スターリングラード攻防戦に従軍し重傷を負う。その怪我のため、スターリングラードから離陸する最後の飛行機に乗せられ赤軍の包囲網から脱出した。1943年1月にドイツ十字章金章を受章。
1943年4月に第LXXXII軍団司令官に任命され、6月にはコーカサスとクリミア半島に駐留する第17軍司令官に転じた。その間1943年秋には、ケルチ近郊でパルチザンに対する毒ガス攻撃を指令した。1944年1月に上級大将に昇進。1944年4月29日、ベルヒテスガーデンにおけるアドルフ・ヒトラーへの戦況報告の際、包囲されつつある配下の23万5千人の兵士を救うため、クリミア半島の放棄を強く主張した。しかし前線への帰隊途上のガラツィで身柄を拘束され、クリミア半島失陥の罪状で軍法会議にかけられることになった。しかし参謀総長ハインツ・グデーリアンは取り調べや審理を遅延させてイェーネッケを救うことに成功し、イェーネッケは1945年1月に軍を退役させられた。
1945年6月にソ連軍に逮捕され死刑判決を受けたが、重労働刑25年に減刑された。1955年に西ドイツ首相コンラート・アデナウアーのモスクワ訪問に際して釈放された。ケルンで死去した。